# Martina Boesler
Martina Boesler, née le 18 juin 1957 à Berlin, est une rameuse d'aviron est-allemande. 

## Carrière
Aux Jeux olympiques de 1980 à Moscou, Martina Boesler est sacrée championne olympique de huit avec Marita Sandig, Christiane Köpke, Birgit Schütz, Gabriele Kühn, Ilona Richter, Kersten Neisser, Karin Metze et Marina Wilke.
Elle est vice-championne du monde de huit en 1979.